# Isgarum
Isgarum là chi thực vật có hoa trong họ Amaranthaceae.